# Nõuni (jezioro)
Nõuni järv (est. Nõuni, Suur Nõuni järv) – jezioro w Estonii,  w prowincji Valgamaa, w gminie Palupera. Należy do pojezierza Päidla (est. Päidla järved). Nad jego brzegiem znajduje się wieś Nõuni. Ma powierzchnię 82,1 ha, linię brzegową o długości 6185 m, długość 1740 m i szerokość 840 m. Jest 65. pod względem powierzchni jeziorem w Estonii. Sąsiaduje z jeziorami Päidla Mudajärv, Päidla Ahvenjärv, Päidla Mõisajärv, Näkijärv. Położone jest na terenie obszaru chronionego krajobrazu Otepää looduspark. Jezioro zamieszkują m.in.: leszcz, płoć, okoń, szczupak, wzdręga, lin, leszcz, miętus i karp.